# Guglielmo Scammacca Della Bruca
Guglielmo Scammacca, barone della Bruca (Catania, 21 dicembre 1810 – Catania, 8 marzo 1886), è stato un imprenditore e politico italiano.